# غروفلاند
غروفلاند (بالإنجليزية: Groveland)‏ هي مدينة أمريكية تقع في ولاية فلوريدا. تبلغ مساحة هذه المدينة 7.8 (كم²)،ويبلغ عدد سكانها 2360 نسمة حسب إحصاء سنة 2010 م 2360.

## أعلام
- ديريك غراهام